# Teatro Gustavo Modena (Vaiano)
Il teatro Gustavo Modena è un teatro situato a Vaiano, in provincia di Prato. È intitolato all'attore e patriota Gustavo Modena, vissuto nella prima metà del XIX secolo.

## Storia
Il cinema-teatro nasce per iniziativa della Filodrammatica Gustavo Modena presente a Vaiano fin dal 1904.  La Filodrammatica aveva realizzato nel paese un teatro di 400 posti che nel secondo dopoguerra  venne distrutto per essere trasformato nella locale Casa del Popolo.
Per assolvere agli scopi culturali negli anni cinquanta la filodrammatica realizza una nuova struttura che, pur destinata prevalentemente alla funzione di cinematografo, grazie al suo ampio palcoscenico fisso dotato di  sipario e graticcia, ha costituito per vari decenni la principale struttura di riferimento per le più importanti iniziative di carattere culturale e sociale dell'intera Val di Bisenzio.
Dopo anni di grande successo di pubblico, il cinema-teatro chiude nei primi anni ottanta in coincidenza della crisi che in quegli anni travolge l'industria cinematografica e delle nuove misure di sicurezza che impongono spesso consistenti interventi di adeguamento dei locali.
Il Gustavo Modena chiude nel 1983 e, solo dopo lavori di adeguamento eseguiti su progetto dell'ingegnere Patrizio Bessi, nel 1998 ha ripreso la sua attività riconfermando la sua vocazione cinematografica senza rinunciare a svolgere quel ruolo di terminale delle attività culturali e delle iniziative formative, ricreative e sociali presenti sul territorio che aveva contraddistinto l'attività della Filodrammatica fin dai suoi primi anni di vita.